# Piper miersinum
Piper miersinum är en pepparväxtart som beskrevs av C. Dc.. Piper miersinum ingår i släktet Piper och familjen pepparväxter. Inga underarter finns listade i Catalogue of Life.